# Prosopocera haafi
Prosopocera haafi är en skalbaggsart som beskrevs av Stefan von Breuning 1961. Prosopocera haafi ingår i släktet Prosopocera och familjen långhorningar. Inga underarter finns listade i Catalogue of Life.